# Жиженков, Флавиан Васильевич
Флавиан Васильевич Жиженков (бел. Флавіян Васільевіч Жыжанкоў; 3 марта 1903, Санкт-Петербург, Российская империя — 26 февраля 1965, Ленинград, СССР) — советский государственный и партийный деятель. Первый секретарь Гомельского обкома КП(б) Беларуси (1938—1941, 1943—1946).

## Биография
С 1924 года — в РКП(б)/ВКП(б), окончил Институт красной профессуры, в 1938 — 1-й секретарь Организационного бюро ЦК КП(б)Б, Гомельская область.
С 1938 по июль 1946 года — 1-й секретарь Гомельского областного комитета КП(б)Б, в 1942—1943 году — секретарь горкома Коммунистической Партии (большевиков) Туркменистана в Ашхабаде, в 1946—1947 году работал в Ленинграде, заместитель начальника Центрального Государственного Исторического Архива в Ленинграде, позже глава Центрального Государственного Архива Военно-Морского Флота в Ленинграде
С 1961 года — на пенсии.

## Награды
- Орден Ленина (1 января 1944)
- Орден Трудового Красного Знамени
- Орден Отечественной Войны I степени